# الأكاديمية (فلم)
الأكاديمية فيلم مصري كوميدي رومانسي إنتاج عام 2009.

## قصة الفيلم
تدور احداث الفيلم داخل أكاديمية خاصة ينقسم فيها الشباب الي "فرقتين"، وتحدث صراعات بينهما وتحاول رئيسة الأكاديمية حلها

## الممثلين
- وليد حسني: شادي أكاديمية
- نادر حمدي: نور
- أحمد الشامي: على
- علا غانم: هالة
- ريهام عبد الغفور: فاطمة
- إدوارد
- ميرنا المهندس
- محمود قابيل
- ياسر فرج
- نسمة ممدوح
- محمود الأتربي
- ميار الببلاوي
- علاء زينهم
- إيمان السيد

## وصلات خارجية
- مقالات تستعمل روابط فنية بلا صلة مع ويكي بيانات